# Krzysztof Skwierczyński
Krzysztof Skwierczyński (ur. 3 kwietnia 1971 w Siedlcach) – polski historyk mediewista, adiunkt Uniwersytetu Warszawskiego. W latach 2012–2016 zastępca dyrektora Instytutu Historycznego Uniwersytetu Warszawskiego ds. studenckich. W latach 2016–2020 prodziekan ds. studenckich i doktoranckich Wydziału Historycznego Uniwersytetu Warszawskiego. Od 2020 prodziekan ds. studenckich Wydziału Nauk o Kulturze i Sztuce Uniwersytetu Warszawskiego.

## Życiorys
W czasie studiów stypendysta Ministra Edukacji Narodowej. Studia w Instytucie Historycznym UW ukończył z wyróżnieniem w 1995, pod kierunkiem profesora Romana Michałowskiego napisał pracę magisterską poświęconą topografii sakralnej miast w średniowieczu.
Od 1996 pracuje w Instytucie Historycznym UW, od 2004 jako adiunkt, od 2019 profesor Uniwersytetu Warszawskiego.
Rozprawę doktorską poświęconą reformie gregoriańskiej w Polsce (promotor: prof. Roman Michałowski) obronił w 2004. Rozprawa ta ukazała się drukiem w serii Monografie FNP: Recepcja idei gregoriańskich w Polsce do początku XIII wieku. Otrzymała ona Nagrodę Rektora Uniwersytetu Warszawskiego KLIO II stopnia w 2006.
Habilitacja w 2012 na podstawie książki Mury Sodomy. Piotra Damianiego Księga Gomory i walka z sodomią wśród kleru. Otrzymała ona Nagrodę Rektora Uniwersytetu Warszawskiego KLIO II stopnia w 2012.
Od 1997 sekretarz redakcji Przeglądu Historycznego, od 2007 członek redakcji kwartalnika, od 2013 zastępca redaktora naczelnego, w latach 2019–2021 redaktor naczelny.
Od 1999 członek redakcji Repertorium Fontium Historiae Medii Aevi (Rzym). Od 2015 członek Rady Redakcyjnej Memoria Europae (Argentyna, Università di San Juan de la Frontera).
W latach 2012–2016 zastępca dyrektora ds. studenckich Instytutu Historycznego Uniwersytetu Warszawskiego. W latach 2016–2020 pełnił funkcję prodziekana ds. studenckich i doktoranckich Wydziału Historycznego Uniwersytetu Warszawskiego.
Od września 2020 pełni funkcję prodziekana ds. studenckich Wydziału Nauk o Kulturze i Sztuce Uniwersytetu Warszawskiego.
W latach 1996–2012 członek redakcji kwartalnika Trubadur.
W 2010 został odznaczony Brązowym Krzyżem Zasługi.

## Zainteresowania badawcze
Jego zainteresowania badawcze koncentrują się wokół historii społecznej średniowiecza, historii średniowiecznego Kościoła oraz seksualności wieków średnich. Zajmuje się także wpływami chrześcijańskiego Zachodu na kulturę Polski wczesnopiastowskiej.

## Wybrane publikacje
- (redakcja) Benedykt Zientara (15 VI 1928 – 11 V 1983): dorobek i miejsce w historiografii polskiej, pod red. Krzysztofa Skwierczyńskiego i Piotra Węcowskiego, Warszawa: „DiG” 2001.
- Recepcja idei gregoriańskich w Polsce do początku XIII wieku, Wrocław: Wydawnictwo Uniwersytetu Wrocławskiego 2005 (II wydanie: Toruń 2016).
- (redakcja) Christianitas Romana: studia ofiarowane profesorowi Romanowi Michałowskiemu, red. nauk. Krzysztof Skwierczyński, Warszawa: Wydawnictwa Uniwersytetu Warszawskiego 2009.
- (redakcja) Glauco Maria Cantarella, Comites aulae coelestis: studia z historii, kultury i duchowości Cluny w średniowieczu, red. nauk. Tomasz Michał Gronowski OSB, Krzysztof Skwierczyński, przeł. Andrzej Haase, Kraków: Tyniec Wydawnictwo Benedyktynów 2009.
- Mury Sodomy: Piotra Damianiego „Księga Gomory” i walka z sodomią wśród kleru, Kraków: Towarzystwo Wydawnicze „Historia Iagellonica” 2011.
- Święty Piotr Damiani, Pisma monastyczne (redakcja naukowa i opracowanie), Źródła Monastyczne 83, Kraków 2018.
- Rudolf Glaber, Kroniki roku tysiącznego (red. nauk. i opracowanie wspólnie z: Tomasz Michał Gronowski OSB), Źródła Monastyczne 90, Kraków 2020.
- Święty Piotr Damiani, Kazania o dziewicach, Pisma monastyczne (redakcja naukowa i opracowanie), Źródła Monastyczne 91, Kraków 2020.
- Święty Piotr Damiani, Pisma monastyczne. Część 2 (redakcja naukowa i opracowanie), Źródła Monastyczne 92, Kraków 2020.